# 川崎悟司
川崎 悟司（かわさき さとし、1973年 - ）は、日本のイラストレーター。恐竜・古生物をはじめとして生物のイラストを数多く手がけ、自らのイラストを使用した書籍も多数出版している。古生物・現代生物・未来生物を解説したWebサイト『古世界の住人』を運営している。
著書『カメの甲羅はあばら骨』がSNS上で話題を呼び、2022年に映画化される。

## 人物
1973年、大阪府にて生まれる。古生物・恐竜・動物を好み、2001年に趣味の延長でWebサイト『古世界の住人』を開設する。『古世界の住人』は多様な生物が地域・時代別にまとめられたデータベースであり、先カンブリア時代エディアカランのエディアカラ生物群から現生生物、パンゲア・ウルティマ大陸の未来生物まで収録されている。2005年8月30日にはこのWebサイトを書籍化した『古世界の住人』が出版された。
2005年からはアメーバブログにて『古世界の住人』のブログが開設され、2008年にはオフィシャルブログに認定された。古生物に関連する話題を取り上げた記事のほかに、書籍の宣伝記事などが投稿されている。
2019年には肩甲骨や骨盤が胸郭の中に収納されているカメの骨格を題材に、ヒトの骨格をカメと同様の形状に変形させたイラストをTwitter上に投稿し、話題を呼んだ。当該のイラストは古生物の情報を知る手掛かりとなる骨の解剖学的知識を深めるために描かれたもので、骨格をヒトの体で表現すれば伝わりやすいのではないかという考えの下で製作された。

## 著作
自ら執筆した書籍のほかに数多くの生物関連書籍でイラストが利用されている。なお、『古世界の住人』に掲載されているイラストの無断使用は禁止されている。

### 著書
- 『古世界の住人』アメーバブックス,2005
- 『絶滅した奇妙な動物』ブックマン社,2009
- 『絶滅した奇妙な動物②』ブックマン社,2010
- 『絶滅した不思議な巨大生物』PHP研究所,2011
- 『ミョ～な絶滅生物大百科』廣済堂ヒューマン文庫,2011
- 『ならべてくらべる動物進化図鑑』ブックマン社,2012
- 『ミョ～な深海生物大百科』廣済堂ヒューマン文庫,2013
- 『未来の奇妙な動物大図鑑』宝島社,2015
- 『生命のはじまり 古生代』ブックマン社,2015
- 『すごい古代生物』キノブックス,2015
- 『ハルキゲニアたんの古生物学入門 古生代編』築地書館,2016
- 『ハルキゲニアたんの古生物学入門 中生代編』築地書館,2016
- 『マンガ古生物学 ハルキゲニたんと行く地球生命5億年の旅』築地書館,2017
- 『くらべる骨格動物図鑑』新星出版社,2019
- 『ならべてくらべる絶滅と進化の動物史』ブックマン社,2019
- 『カメの甲羅はあばら骨』SBクリエイティブ,2019[11][12]

### 共著
- 『日本の恐竜図鑑』宇都宮聡共著,築地書館,2012
- 『日本の絶滅古生物図鑑』宇都宮聡共著,築地書館,2013
- 『日本の白亜紀・恐竜図鑑』宇都宮聡共著,築地書館,2015

### イラスト
- 『恐竜はなぜ鳥に進化したのか』ピーター・D・ウォード著,垂水雄二訳,文藝春秋,2008
- 大阪大学総合学術博物館2013年夏季ミニ企画展『日本にいた!’’絶滅’’古生物』チラシ
- 『恐竜の飼い方』土屋健著,実業之日本社,2016
- 『古生物の飼い方』土屋健著,実業之日本社,2015
- 『くらべる恐竜図鑑』土屋健著,実業之日本社,2016
- 『やりすぎ恐竜図鑑』小林快次監修,宝島社,2018
- 『もっと やりすぎ恐竜図鑑』小林快次監修,宝島社,2019

ほか多数